# Usch
Usch là một đô thị ở huyện Bitburg-Prüm, trong bang Rheinland-Pfalz, phía tây nước Đức. Đô thị Usch có diện tích 1,33 km², dân số thời điểm ngày 31 tháng 12 năm 2006 là 70 người.